# 坤布崎峰
坤布崎峰（藏語：ཁུམ་བུ་རྩེ།，威利转写：khum bu rtse，藏语拼音：Kumpuzê，意為「坤布之頂」，羅馬化：Khumbutsē），又稱孔布则峰，是一座位於尼泊爾薩加瑪塔國家公園與中國西藏邊界的山峰，高6665米。

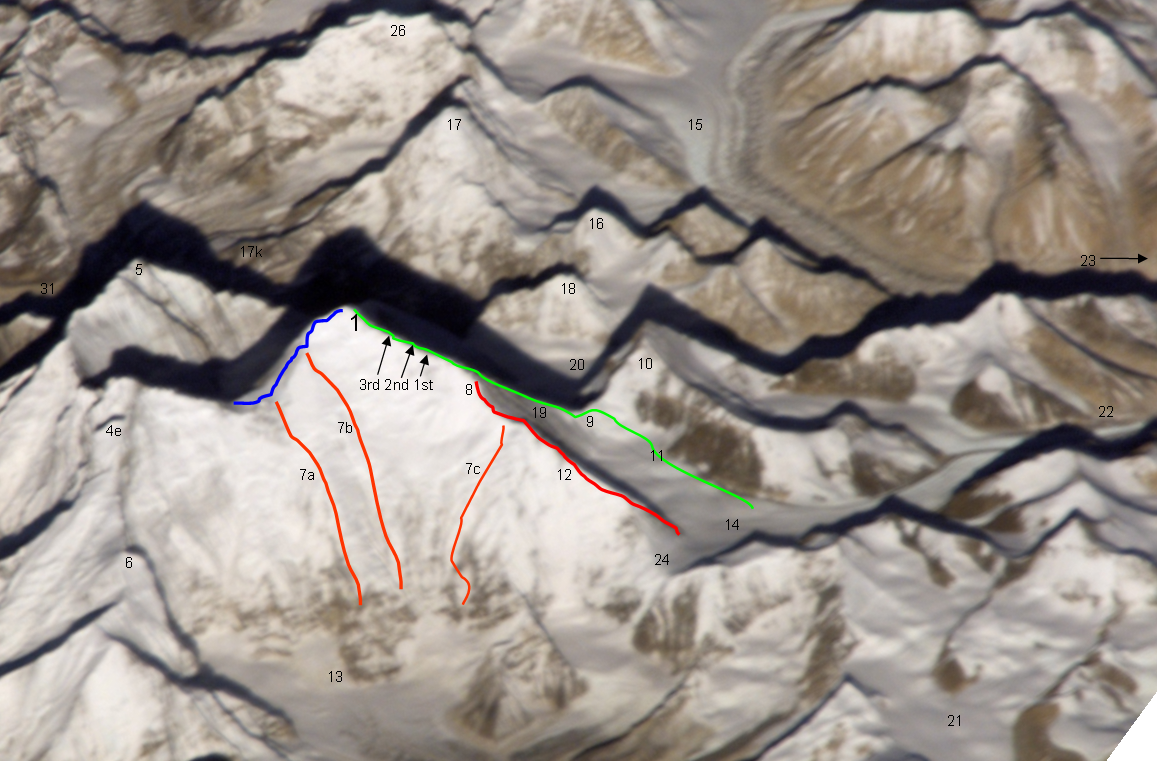
各種攀登路徑，图中标示9是北坳，标示13是卓穷冰川，标示14是東絨布冰川，标示15是西絨布冰川，标示16是凌川峰，标示17是普莫里峰，标示18是坤布崎峰，标示20是中絨布冰川，标示24是热补拉山坳(Raphu La, Rapiu La)，标示28是(Chumbu Peak)

## 資料來源
1. 1 2  Nepa Maps (Pvt.Ldt. ), NE517: Everest Base Camp & Gokyo, Kathmandu, Nepal, 2013